# Sążeń
Sążeń nowopolski war ein polnisches Längenmaß. Für den Oberbegriff (auch Saschen oder das Klafter, in internationaler Literatur Sazén geschrieben) sind mindestens zwei unterschiedliche Bezugswerte für Polen bekannt. Das sążeń nowopolski (sinngemäß: Neuer polnischer Klafter) war von 1819 bis 1848 das gültige Längenmaß im Kongresspolen und galt ab 1836 als Krakauer Maße (vgl. Republik Krakau). Der zum Bezug genommene Stopa (Fuß) entsprach 127,669 Pariser Linien oder 0,288 Meter. Er löste den sążeń staropolski („alter“ polnischer Klafter) ab, der 1764 unter russischer Hegemonie eingeführt wurde.
- 1 Sążeń nowopolski = 6 Stopy/Fuß = 1,728 Meter
- zum Vergleich: 1 Sążeń staropolski = 1,786 m[1]